# Haute croix
Pour les articles homonymes, voir Croix (homonymie).

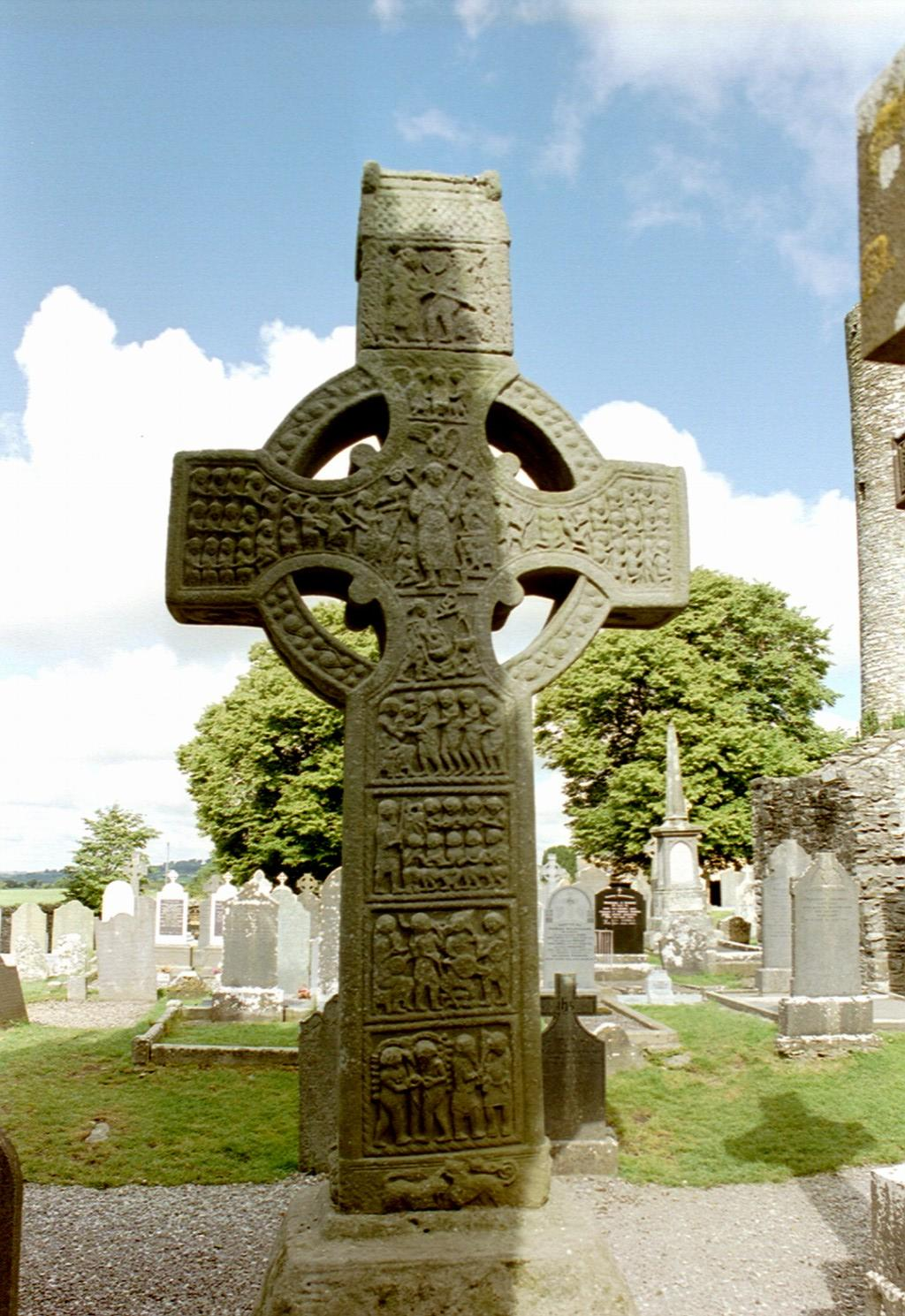
La croix de Muiredach à Monasterboice, dans le comté de Louth, en Irlande

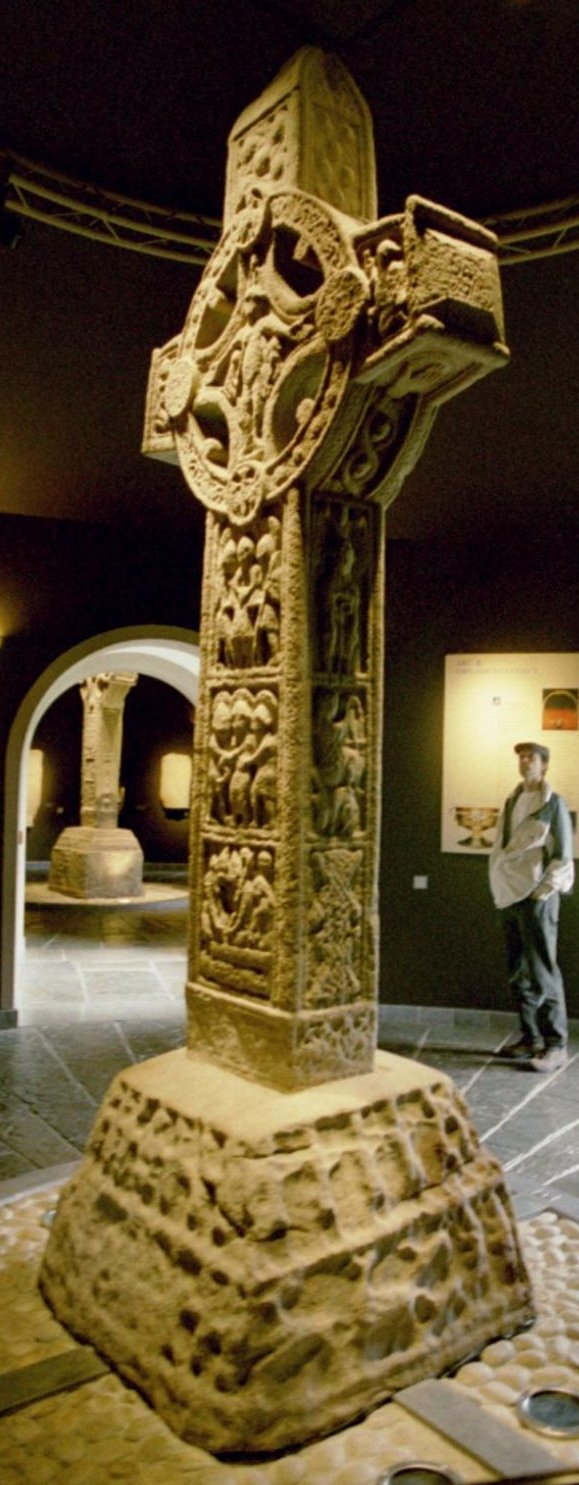
La croix des Écritures, à Clonmacnoise, en Irlande

Une Haute Croix (en anglais High Cross) est une croix dressée en pierre et souvent abondamment décorée. Les hautes croix sont les principales œuvres monumentales subsistant de l'Art insulaire. Elles existent depuis le VIIe siècle en Irlande, et elles ne sont apparues que plus tard en Écosse et dans le reste de la Grande-Bretagne, particulièrement en Northumbrie. On en trouve quelques exemplaires en Europe continentale, où ce style fut amené par des moines irlandais.  Bien qu'un grand nombre se situent dans le nord Cotentin, sur le canton de Beaumont-Hague, on en trouve deux exemplaires remarquables dans l'église du XIIIe siècle de Hyenville, près de Coutances. La plupart des hautes croix irlandaises possèdent la forme caractéristique annelée de la croix celtique (possédant un anneau au centre) et, en général, elles sont plus grandes, plus massives, et comportent davantage de représentations de personnages que toutes les autres croix. Elles sont également plus souvent parvenues jusqu'à nous, alors que la plupart des croix attestées de Grande-Bretagne ont été détruites ou endommagées par des iconoclastes après la Réforme anglaise. 
À l'origine, l'anneau servait à rigidifier la tête et les bras de la croix, puis il devint un élément décoratif. Les hautes croix sont des symboles de prestige, soit pour un monastère, soit pour un mécène ou un patron.
Les croix du début du VIIIe siècle n'avaient que des motifs géométriques, mais à partir du IXe siècle et Xe siècle, des scènes bibliques furent sculptées sur les croix. Il n'y eut plus de hautes croix après le XIIe siècle.

## Liste de hautes croix
Parmi les hautes croix les plus connues, on peut citer :

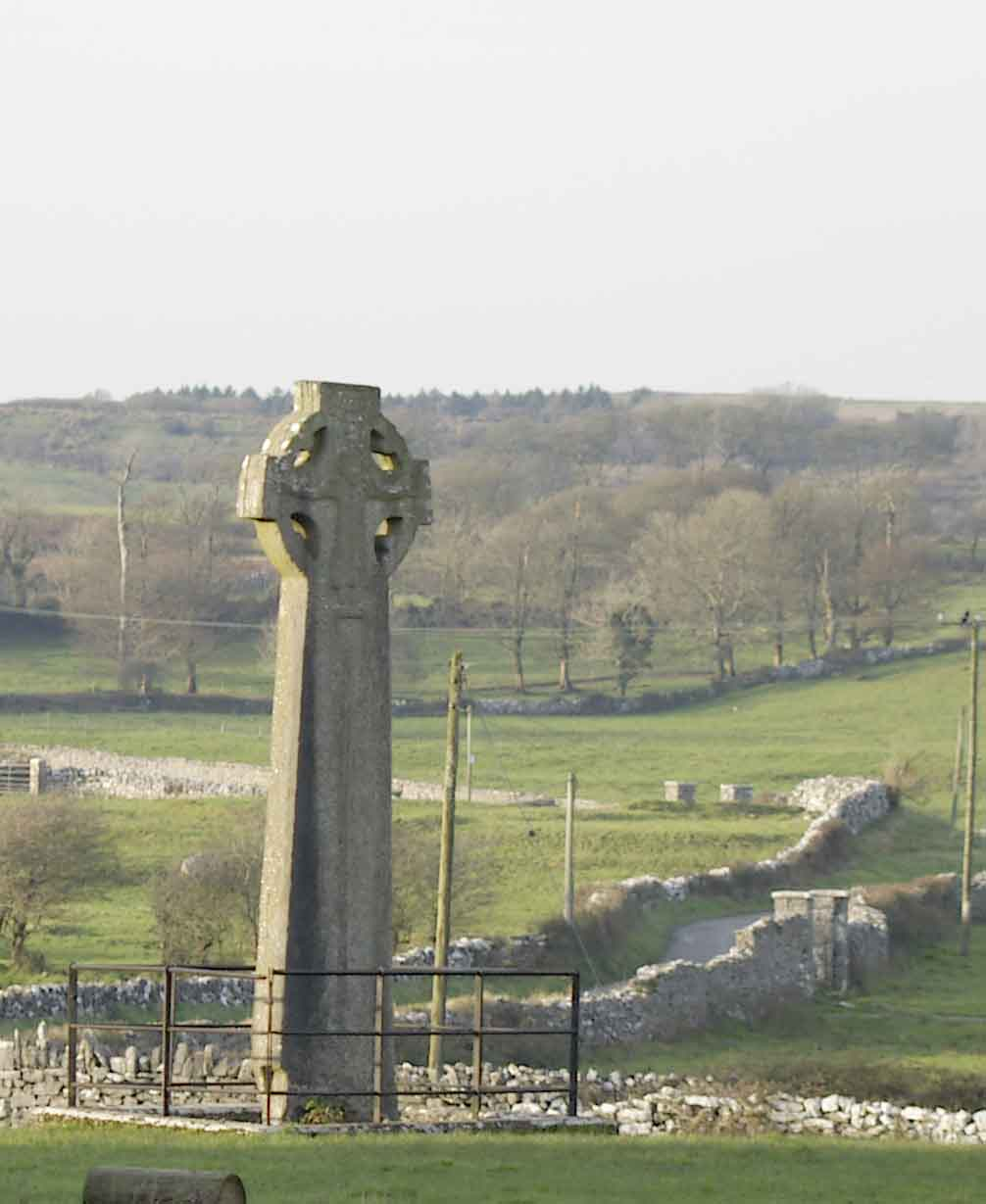
La croix de Muiredach et la croix ouest à Monasterboice, dans le comté de Louth
- Les croix de Clonmacnoise : la Croix des Écritures (l'original du IXe siècle est abritée dans un musée, mais une copie se dresse sur le site original), commandée par Flann Sinna et les croix nord et sud.
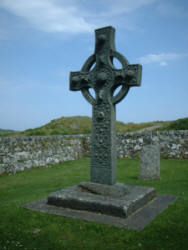
La croix de Ruthwell en Écosse, du VIIIe siècle, avec des personnages relativement grands.
- La croix de Bewcastle de la Northumbrie anglo-saxonne.
- La croix de Dupplin, picte
- La croix picte d'Aberlemno du VIIIe siècle, située à Aberlemno, en Angus
- La croix de Kildalton du VIIIe siècle dans les Hébrides
- L'abbaye d'Iona possède deux croix, et il y en a d'autres sur l'île.
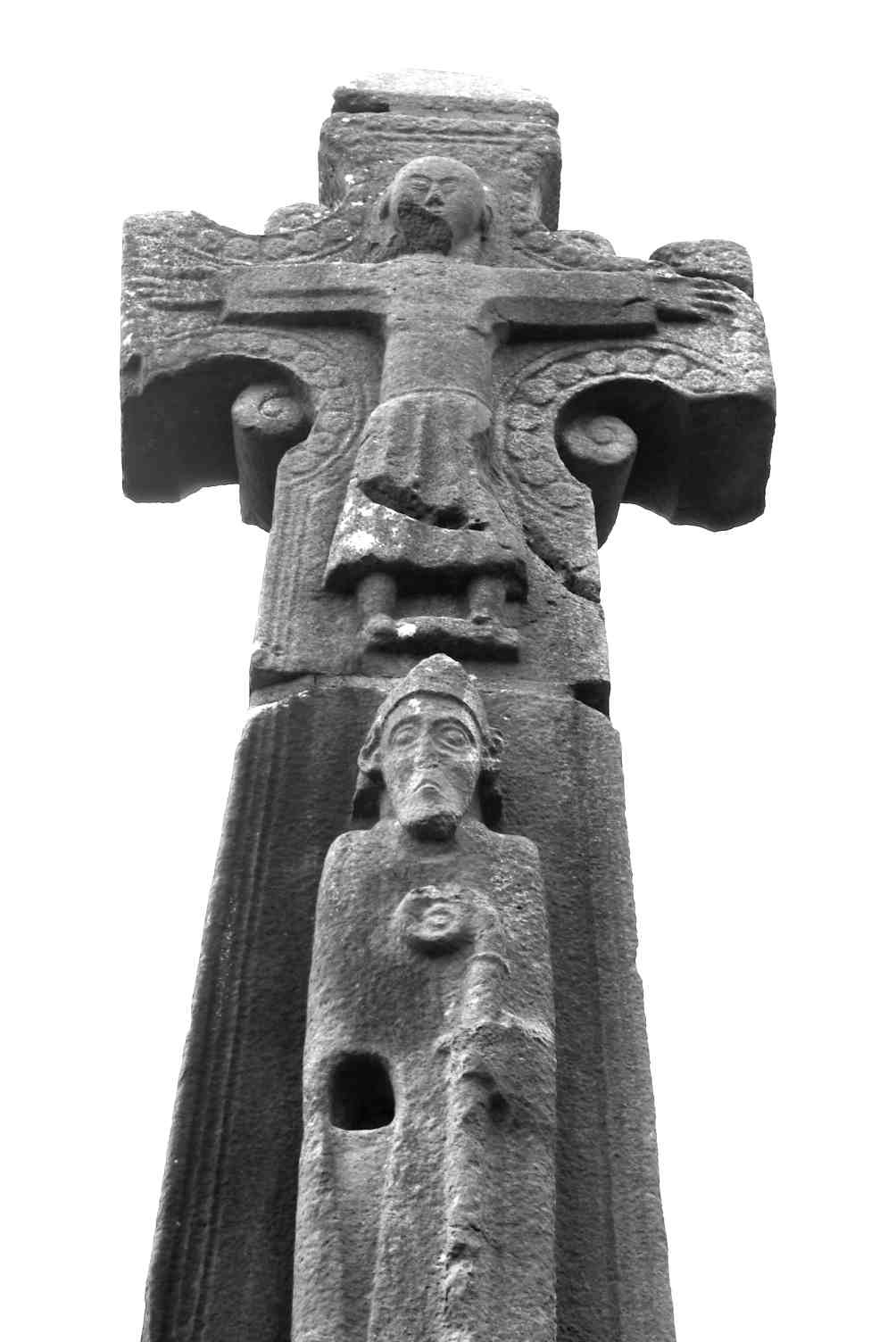
La haute croix de Saint Tola est une croix du XIIe siècle au monastère de Dysert O'Dea, situé près du château d'O'Dea. Elle montre, sur sa face est, le Christ et un évêque en haut-relief, avec des motifs géométriques et des ornements d'animaux sur ses autres faces. Sur le côté ouest de sa base, est représentée la Tentation, symbolisée par Adam et Ève sous l'Arbre de la connaissance du bien et du mal, tandis que sur le côté nord, est représentée une cérémonie, où plusieurs personnages tiennent des crosses. C'est un exemple particulièrement bien conservé du XIIe siècle, qui ne possède pas l'anneau de la croix celtique.
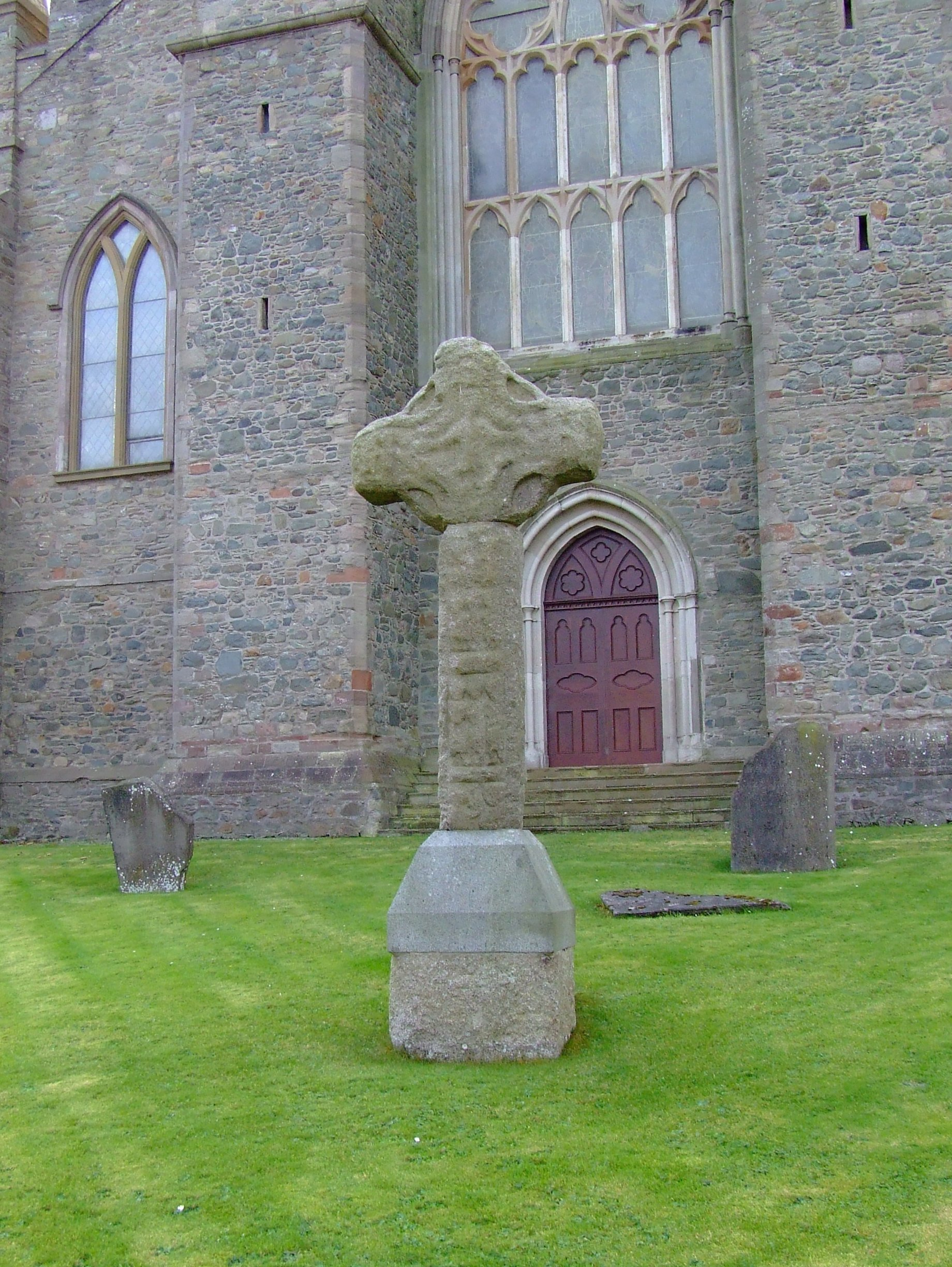
Les croix d'Ahenny, dans le comté de Tipperary, près de Kilkenny. Les deux croix d'Ahenny en grès datent du VIIIe ou du IXe siècle, et figurent parmi les toutes premières hautes croix annelées.
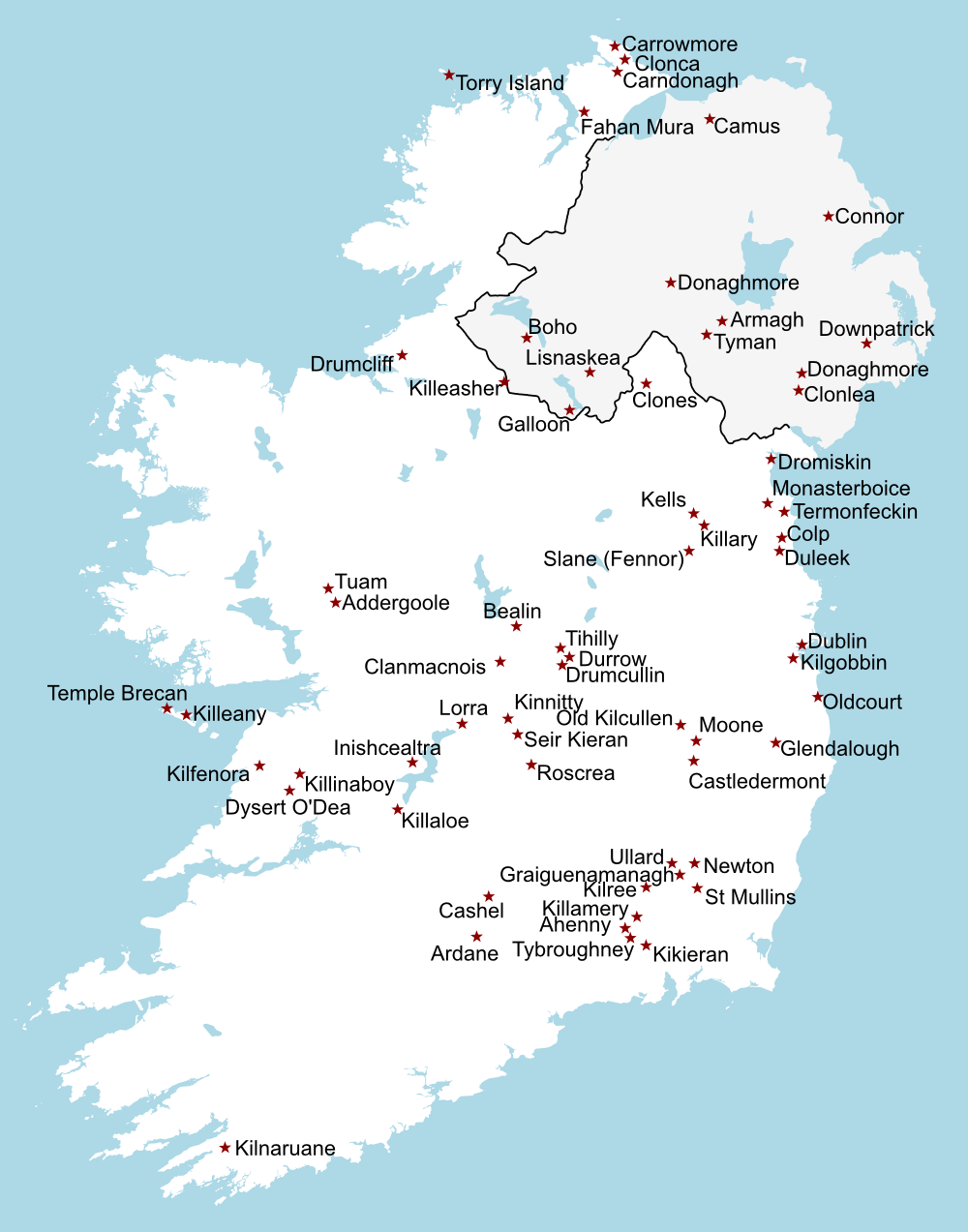
La croix d'Ardboe, du Xe siècle, près de Cookstown, érodée, montrant sur 22 panneaux des scènes du Nouveau et de l'Ancien Testament.
- La croix de St. Kevin, à Glendalough, une croix du XIIe siècle, bien conservée, en granit.
- La croix du Sud, à Kells dans le comté de Meath, parmi les mieux conservées des croix du Xe siècle.
- La croix de Doorty, à Kilfenora, dans le comté de Clare, du XIIe siècle. Un évêque et deux ecclésiastiques y sont sculptés.
- Trois croix à Kilkieran, dans le comté de Tipperary : Plain Cross (sans ornement), West Cross (avec beaucoup d'ornementation), Long Shaft Cross (avec un long fût décoré).
- Les deux croix de Moone, dans le comté de Kildare. On pense que la grande croix a été sculptée entre l'an 900 et l'an 1000. Elle mesure 5,33 m de haut et est très décorée.
- La haute croix de Kilree, du IXe siècle. On dit qu'elle marque la tombe de Niall Caille. Elle se trouve à 4 km au sud-est du prieuré de Kells (en), dans le comté de Kilkenny.

## Période moderne
À partir du XIXe siècle, de nombreuses versions, grandes et modernes, de ces croix ont été érigées pour diverses raisons, et de petites croix celtiques, portant des décors abstraits, souvent des entrelacements, sont devenues courantes sur les tombes des particuliers. 
Au début du XXIe siècle, l'Ancient Order of Hibernians a demandé au sculpteur irlandais, Brendan McGloin, de réaliser une copie en taille réelle de la Croix des Écritures de Clonmacnoise. La croix de 4 mètres de haut et de 5 tonnes, en grès, a été achevée en 2007, et expédiée de Donegal à Portland, dans l'Oregon, où elle représente le mémorial de la Famine.